# 白龙乡 (保定市)
白龙乡，是中华人民共和国河北省保定市满城区下辖的一个乡镇级行政单位。

## 行政区划
白龙乡下辖以下地区：
训口村、白堡村、大坎下村、钟家店村、野里村、巩庄村、东龙门村、西龙门村、南水峪村、北水峪村、李庄村和北东峪村。